# Zavtra
Zavtra (en russe : Завтра, qui signifie demain en français), anciennement Den, est un journal mensuel de Russie paraissant à partir de 1990. Interdit par le ministère de la Justice à la suite de la crise constitutionnelle russe et du putsch de Moscou en août 1991, il recommence à paraître sous son titre actuel en 1999. 
Son rédacteur en chef est Alexandre Prokhanov. Selon ce dernier, le journal Zavtra appartient à 50 % à Alexandre Babakov et le reste à lui personnellement. Le journal revendique un tirage de 100 000 exemplaires, qui n'est pas vérifié par des sources extérieures.  
Sa devise est « Le journal de l'État russe » (précédemment cette devise était : « Journal d'opinion de l'opposition »).   

## Ligne éditoriale
Le journal est connu pour ses critiques sévères de l'histoire de la fédération de Russie et publie souvent des articles et des interview de personnalités aux idées radicales : Vladimir Kvachkov (en), Édouard Limonov, Dmitri Rogozine, Iouri Moukhine (en), Sergueï Kara-Mourza, Guennadi Ziouganov, Sergueï Kourguinyan (en), Vladimir Bouchine (en), Igor Chafarevitch, Maxime Kalachnikov (en), Valentin Proussakov (ru), Constantin Douchenov (ru) et d'autres encore. Le journal est cité dans des ouvrages littéraires de plusieurs écrivains (par exemple dans Akiko de — «Акико» Victor Pelevine, Monoclone de Vladimir Sorokine et Rouskaïa Tchourka de Sergueï Sokolkine (ru). 
Plus récemment, le journal Zavtra se déclare de tendance État-patrie et Cinquième Empire[pas clair], davantage dans la ligne du pouvoir, bien qu'il ne manque pas de critiquer sévèrement la situation actuelle du pays. Selon son rédacteur en chef, « Zavtra est un journal spécifique d'opposition. Mais la ligne de son opposition s'est modifiée depuis plusieurs années. Aujourd'hui nous exigeons plus de changement de régime et de pouvoir, notre opposition est idéologique. Tout est de moins en moins politique et de plus en plus idéologique. C'est ce que l'on pourrait appeler de l'idéologie impériale ».
Selon les périodes, le journal soutient le Parti communiste de la fédération de Russie ou le parti Rodina.

## Histoire
Alexandre Prokhanov est rédacteur en chef du journal Den depuis décembre 1990. En septembre 1993, après le décret du président Boris Eltsine sur la dissolution du Congrès des députés du peuple de Russie, Den appelle à rejeter le régime Eltsine, qualifié par le journal d'antinational. Le journal soutient le Congrès des députés du peuple de Russie qui sera remplacé par la Douma d'État. Le 4 octobre 1993, le ministère de l'information de la fédération de Russie interdit le journal. Il recommence à paraître sous le nom Zavtra en novembre 1993.
Un film documentaire intitulé Revanche est réalisé sur le journal Den puis Zavtra (réalisatrice : Anna Amelina, en russe : Анна Амелина]).